# Добжанув
Добжанув (пол. Dobrzanów) — село в Польщі, у гміні Скужець Седлецького повіту Мазовецького воєводства.
Населення — 26 осіб (2011).
У 1975-1998 роках село належало до Седлецького воєводства.

## Демографія
Демографічна структура станом на 31 березня 2011 року:
|          | Загалом | Допрацездатний вік | Працездатний вік | Постпрацездатний вік |
| -------- | ------- | ------------------ | ---------------- | -------------------- |
| Чоловіки | 15      | 0                  | 12               | 3                    |
| Жінки    | 11      | 0                  | 4                | 7                    |
| Разом    | 26      | 0                  | 16               | 10                   |